# Brandten
Brandten ist ein Gemeindeteil der Gemeinde Langdorf im niederbayerischen Landkreis Regen. Bis zum 31. Dezember 1975 bildete es eine selbstständige Gemeinde.

## Lage
Das Dorf Brandten liegt im Bayerischen Wald etwa zwei Kilometer nördlich von Langdorf.

## Geschichte
Der Ort ist eine Gründung des Hans Sigmund von Degenberg, dem letzten Degenberger. Mit sechs Gütern  wird Prändt im Stiftbuch der Herrschaft zu Weißenstein 1596 erstmals aufgeführt. Es bildete später eine Hauptmannschaft und unterstand dem Pfleggericht Weißenstein. Im Konskriptionsjahr 1752 bestand Brandten aus acht Anwesen.
1808 wurde aus den Hauptmannschaften Brandten und Schwarzach sowie der Obmannschaft Außenried der Steuerdistrikt Brandten gebildet. Daraus entstand 1813 die Ruralgemeinde Brandten. Zu den ursprünglichen Gemeindeteilen Brandten, Außenried und Schwarzach kamen im 20. Jahrhundert noch Froschau und Reisachmühle hinzu, während die 1821 als Gemeindebestandteil verzeichnete Einöde Jägerhaus zum letzten Mal 1867 unter der Bezeichnung Berghäusl aufgeführt wurde. Am 1. Januar 1976 wurde die Gemeinde Brandten im Zuge der Gebietsreform mit 537 Einwohnern und 1.267 Hektar Gemeindefläche in die Gemeinde Langdorf eingegliedert.

## Sehenswürdigkeiten
- Hans-Girgl-Kapelle. Sie wurde 1844 errichtet und 1905 umgebaut. Das Innere enthält einen Altar mit Darstellung der Krönung Marias sowie Holzfiguren des hl. Sebastian und des hl. Georg.

## Vereine
- Bienenzuchtverein Langdorf-Brandten
- Freiwillige Feuerwehr Brandten
- Heckenschützen Brandten
- SpVgg Brandten. Sie wurde am 20. September 1964 gegründet.
- Eisschützen Brandten. Sie wurden als Sparte Eis am 15. September 1972 gegründet.